# 南宗成
南 宗成（ハングル:남종성、ナム・ジョンソン、1992年4月27日 - ）は、新潟県出身のラグビー選手。

## プロフィール
- ポジションはロック(LO)。
- 身長 188cm、体重 105kg
- 韓国代表に選ばれたことがある[1]。

## 来歴
13歳からラグビーを始めた。
2011年、大阪朝鮮高校卒業後、明治大学に入る。
2015年、明治大学卒業後、マツダブルーズーマーズに加入。同年9月20日に行われたトップキュウシュウAの新日鉄住金八幡戦にて先発出場で公式戦初出場を果たす。
2020年、マツダブルーズーマーズを退団した。